# Jean-Baptiste Charnotet
Jean-Baptiste Charnotet, né le 17 septembre 1761 à Autrey-lès-Gray (Haute-Saône) et mort le 3 novembre 1843 à Autrey-lès-Gray (Haute-Saône), est un général français de la Révolution et de l’Empire.

## Biographie
Fils d'Étienne Charnotet, notaire à Autrey, et de Marguerite Fanet, il s'engage très jeune pour huit ans dans le régiment de Bourbon-Dragon du 5 février 1779 au 5 février 1787, date à laquelle il obtient son congé de réforme. Désigné en juillet 1789 pour remplir les fonctions de major de la garde nationale d'Autrey, il entre comme capitaine au 4e bataillon de volontaires de la Haute-Saône le 30 septembre 1791.
Il fait la guerre de 1792 à l'an II, et le 2 pluviose an III, il est nommé chef de bataillon. Il sert ensuite aux armées d'Allemagne de l'an III à l'an VII, devient chef de brigade de la 89e de ligne et assiste à la Bataille de Hohenlinden le 3 décembre 1800. Il est nommé colonel du 27e régiment d'infanterie légère à l'embrigadement de l'an XII.
Il se signale dans toutes les affaires auxquelles son régiment prend part, de l'an VIII à l'an XI, et est fait membre de la Légion d'honneur le 19 frimaire an XII, puis officier de cet Ordre le 25 prairial suivant. Soucieux de ses carabiniers, il demande pour eux à titre de gratification des bonnets à poil et par décision du Sénat conservateur à Paris le 24 décembre 1804 l'Empereur répond : « Accordé avec plaisir aux carabiniers de la 27e. Qu'ils soient toujours dignes de ceux que j'ai connus. »
Le colonel Charnotet est honorablement cité dans le rapport de Bernadotte après la prise du fort de Lueg-Pass dans le défilé de Golling le 31 octobre 1805, lors de la campagne d'Autriche. Il se distingue de nouveau d'une manière éclatante l'année suivante lors de la campagne de Prusse à la prise de Lubeck le 6 novembre 1806, surtout à l'attaque de la porte de Trawemund ; le lendemain, le général Blucher capitule à Ratkau, se constitue prisonnier avec tout ce qui lui reste de troupes et de matériel, et est conduit aux avant-postes, au colonel Charnotet. Promu général de brigade après la bataille de Friedland le 4 juin 1807, un décret l'admet à la solde de la retraite en attendant un commandement d'armes. Le général Charnotet a alors un congé qui lui permet de revenir à Autrey après six ans de campagnes sans interruption.
Peu de temps après son retour dans sa famille, il reçoit sa nomination au titre de baron de l'Empire, avec une dotation de 4 000 francs de rente en Westphalie.  Il est nommé commandant d'armes à Flessingue en 1810, reste dans cette place jusqu'en 1814, et ne rend la ville qu'à la paix.
Louis XVIII lui donne la même année, la croix de Saint-Louis. Au retour de Napoléon Ier de l'île d'Elbe, le général Charnotet est appelé au commandement supérieur de la place d'Arras, et le 16 septembre 1815, à celui du département du Nord, où il reste jusqu'à la fin de 1816. Replacé en non-activité peu de temps après, il est admis a la retraite le 1er décembre 1819 et, rentré dans sa commune natale, le général Charnotet reprend la charrue et laboure ses terres jusqu'en 1837.
Sur son tombeau est gravée l'épitaphe : « Ici repose le volontaire de la République Jean Charnotet, baron de l'Empire, officier de la Légion d'honneur, né et mort à Autrey cultivateur. » Au-dessus de ses armes, dans un médaillon, est une charrue sur une plaque de marbre noir.

## États de services
- 13 juin 1800 : Chef de brigade de la 89e demi-brigade d'infanterie de ligne
- 24 septembre 1803 : Chef de brigade de la 84e demi-brigade d'infanterie de ligne
- 5 octobre 1803 : Colonel du 27e régiment d'infanterie légère
- 8 mars 1807 : Général de brigade

## Titres et distinctions
- Chevalier de la Légion d'honneur le 19 frimaire an XII (11 décembre 1803) ;
- Officier de la Légion d'honneur le 25 prairial an XII (14 juin 1804) ;
- Baron de l'Empire le 20 août 1809 ;
- Chevalier de Saint-Louis en 1814.

## Armoiries
| Figure | Blasonnement |
|        | Armes du baron Charnotet et de l'Empire (décret du 19 mars 1808, lettres patentes du 20 août 1809 (Quartier général Impérial de Schönbrunn)) D'azur au chevron d'argent accompagné en chef de deux étoiles d'argent et en pointe d'une tête de lion arrachée d'or : franc quartier des barons tirés de l'armée. Livrées : les couleurs de l'écu. |

## Source
- A. Lievyns, Jean Maurice Verdot, Pierre Bégat, Fastes de la Légion d'honneur : biographie de tous les décorés accompagnée de l'histoire législative et réglementaire de l'ordre, vol. 5, Bureau de l'administration, 1847, 2e éd. (lire en ligne) ;
- Mémoires de la Commission d'archéologie. Département de la Haute-Saône, Suchaux, 1862, p. 165-167
- Les Comtois de Napoléon : Cent destins au service de l'Empire, Cabédita, 2006, p. 97-98
- www.histoire-empire.org/correspondance de Napoléon